# Мемориальная трасса имени Берты Бенц

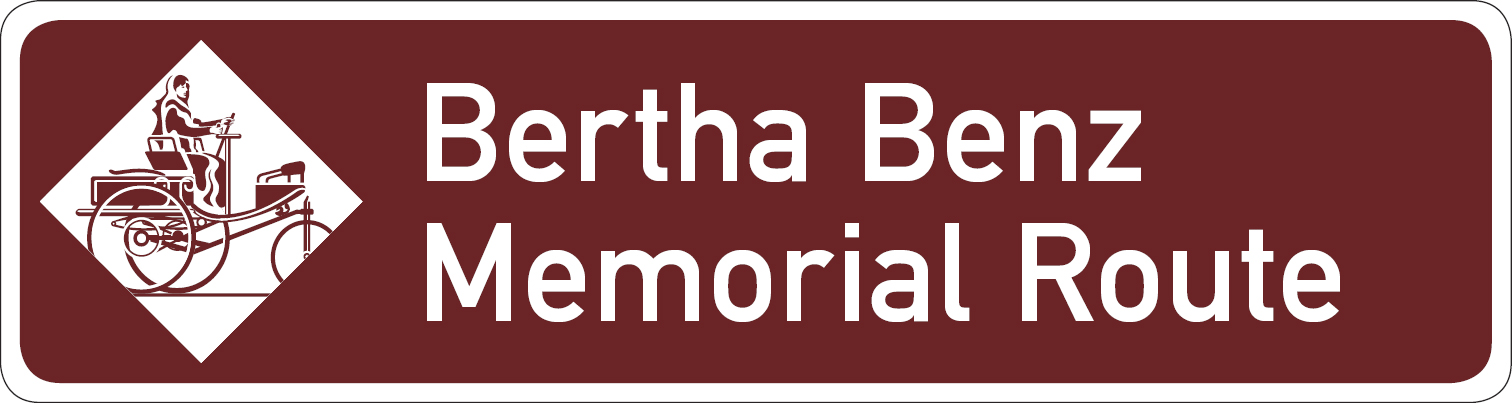

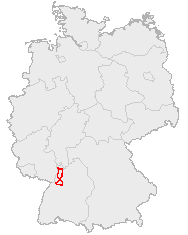
Трасса

Мемориальная трасса имени Берты Бенц  (нем. Bertha Benz Memorial Route) — немецкая туристическая трасса длиной 194 км в две стороны (104 км + 90 км) с историческими корнями.
По этой трассе Берта Бенц, жена немецкого изобретателя Карла Бенца, в 1888 году совершила первое в истории автомобильное путешествие. 25 февраля 2008 года трасса получила официальный статус туристической трассы и является теперь признанным памятником немецкой промышленной истории. Инициатива «Bertha Benz Memorial Route» является членом ERIH (European Route of Industrial Heritage).

## История

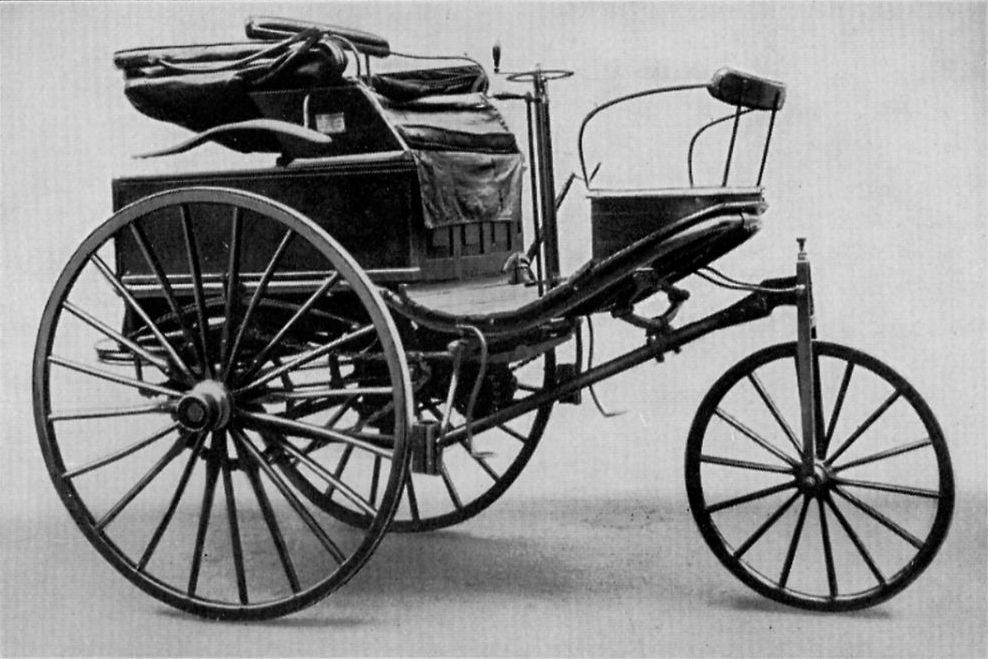
«Benz Patent-Motorwagen № 3» 1888 года

В начале августа 1888 году Берта Бенц взяла без ведома мужа автомобиль и совершила на нём поездку с детьми из Мангейма в Пфорцгейм, навестить свою матушку. За день автомобилисты преодолели в общей сложности 104 км. По пути они несколько раз покупали бензин в аптеках (он продавался там как чистящее средство) и чинили тормоз и приводные ремни у шорника. Несколько раз пришлось преодолевать подъемы, толкая автомобиль в гору, и Берта посоветовала мужу оснастить установленную на автомобиле коробку скоростей дополнительной «горной передачей».

## Трасса
Трасса длиной 104 км ведёт в южном направлении из Мангейма в Пфорцхайм: Мангейм, Фройденхайм, Ильфесхайм, Ладенбург, Шрисхайм, Доссенхайм, Хайдельберг, Лаймен, Нуслох, Вислох, Мингольсхайм, Лангенбрюккен, Штеттфельд, Убштадт, Брухзаль, Унтергромбах, Вайнгартен, Грётцинген, Бергхаузен, Пфинцталь, Вильфердинген, Кёнигсбах-Штайн, Айзинген, Пфорцхайм.
Обратный путь на альтернативной трассе имеет длину 90 км и ведёт из Пфорцхайма обратно в Мангейм: Пфорцхайм, Bauschlott, Бреттен, Гондельсхайм, Helmsheim, Heidelsheim, Брухзаль,  Форст, Хамбрюкен, Wiesental, Kirrlach, Райлинген, Хоккенхайм, Talhaus, Кеч, Шветцинген, Мангейм-Friedrichsfeld, Мангейм-Seckenheim, Мангейм.